# Grzebienica
Grzebienica (Cynosurus L.) – rodzaj roślin należący do rodziny wiechlinowatych. Należy do niego 8–11 gatunków występujących w północnej Afryce, Europie i południowo-zachodniej Azji. W Polsce występuje grzebienica pospolita (Cynosurus cristatus), przejściowo dziczeje także grzebienica najeżona (Cynosurus echinatus).

## Systematyka
Synonimy”
Falona Adans., Phalona Dumort., orth. var.
Pozycja systematyczna według APweb (aktualizowany system APG IV z 2016)
Rodzaj należący do rodziny wiechlinowatych (Poaceae), rzędu wiechlinowców (Poales). W obrębie rodziny należy do podrodziny wiechlinowych (Pooideae), plemienia Poeae, podplemienia Cynosurinae.
Pozycja rodzaju w systemie Reveala (1994–1999)
Gromada okrytonasienne (Magnoliophyta Cronquist), podgromada Magnoliophytina Frohne & U. Jensen ex Reveal, klasa jednoliścienne (Liliopsida Brongn.), podklasa komelinowe (Commelinidae Takht.), nadrząd Juncanae Takht., rząd wiechlinowce (Poales Small), rodzina wiechlinowate (Poaceae (R. Br.) Barnh.), podrodzina Cynosuroideae Link, plemię Cynosureae Dumort., podplemię Cynosurinae Fr., rodzaj grzebienica (Cynosurus L.).
Wykaz gatunków
- Cynosurus balansae Coss. & Durieu
- Cynosurus coloratus Lehm. ex Steud.
- Cynosurus cristatus L. – grzebienica pospolita
- Cynosurus echinatus L. – grzebienica najeżona
- Cynosurus elegans Desf.
- Cynosurus fertilis Lens ex Loisel.
- Cynosurus junceus Murb.
- Cynosurus obliquatus Link
- Cynosurus peltieri Maire
- Cynosurus polybracteatus Poir.
- Cynosurus turcomanicus Proskur.